# Vlatko Kovačević
Pour les articles homonymes, voir Kovačević.
Pour le joueur de foobtball, voir Vladimir Kovačević.
Vlatko (ou Vlado ou Vladimir) Kovačević est un joueur d'échecs yougoslave puis croate né le 26 mars 1942 à Dubrovnik.
Au 1er juillet 2018, à 76 ans, il est le 22e joueur croate en activité avec un classement Elo de 2 454 points.

## Biographie et carrière
Grand maître international depuis 1976, Vladimir Kovačević a remporté deux fois le championnat de Croatie (en 1969 et 1971).

### Tournois individuels
En 1970, Kovacevic finit neuvième ex æquo du tournoi de la paix disputé dans deux villes Rovinj et Zagreb et réussit à battre le vainqueur Bobby Fischer.
Dans les années 1970, il remporta les tournois de :
- Oslo 1973 ;
- Sombor 1976 ;
- Virovitica 1976 et 1979 ;
- Karlovac 1977 ;
- Zagreb 1979 et 1986 ;
- Maribor 1980 ;
- Tuzla 1981 ;
- Vinkovci 1982 ;
- Šibenik  1987 ;
- Stara Pazova 1988 ;
- Vinkovci 1989 ;
- Solin 1994, 1996 et 1997.

Il fut également deuxième des tournois de
- Rovinj-Zagreb 1975 (victoire de Gyula Sax) ;
- Virovitica 1980 ;
- Ramsgate 1981 ;
- Sarajevo en 1982 (victoire de Beliavski) ;
- Hastings 1982-1983 (victoire de Vaganian) ;
- Zenica 1986 (victoire de Sunye Neto) ;
- Osijek 1993 ;
- Vinkovci 1995.

Il fut troisième du tournoi de Toronto en 1989 et 1990.

### Compétitions par équipe
il a participé à six olympiades : quatre sélections avec la Yougoslavie et deux avec la Croatie, remportant la médaille de bronze individuelle au quatrième échiquier lors de l'olympiade d'échecs de 1990 (il jouait avec la deuxième équipe de Yougoslavie).
Avec la Yougoslavie, il a remporté deux médailles d'argent par équipe lors des championnats d'Europe par équipe de 1983 et 1989, ainsi qu'une médaille de bronze individuelle au quatrième échiquier en 1983.

## Ouvrage
(en) Sverre Johnsen et Vlatko Kovačević, Win with the London system, Gambit Publications, 2005

## Exemple de partie: Fischer - Kovacevic, Rovinj Zagreb, 1970
|   | a | b | c | d | e | f | g | h |   |
| 8 | Roi noir sur case blanche c8 · Tour noire sur case blanche g8 · Tour noire sur case noire h8 · Pion noir sur case noire a7 · Fou noir sur case blanche b7 · Pion noir sur case noire c7 · Dame noire sur case noire e7 · Pion noir sur case blanche f7 · Pion noir sur case noire b6 · Pion noir sur case blanche e6 · Cavalier noir sur case noire f6 · Cavalier noir sur case blanche g6 · Dame blanche sur case noire g5 · Pion blanc sur case noire d4 · Pion noir sur case blanche e4 · Pion blanc sur case noire a3 · Pion blanc sur case noire c3 · Pion blanc sur case blanche f3 · Cavalier blanc sur case noire g3 · Pion blanc sur case blanche c2 · Fou blanc sur case noire d2 · Fou blanc sur case blanche e2 · Pion blanc sur case blanche g2 · Pion blanc sur case noire h2 · Tour blanche sur case noire a1 · Tour blanche sur case blanche f1 · Roi blanc sur case noire g1 | Roi noir sur case blanche c8 · Tour noire sur case blanche g8 · Tour noire sur case noire h8 · Pion noir sur case noire a7 · Fou noir sur case blanche b7 · Pion noir sur case noire c7 · Dame noire sur case noire e7 · Pion noir sur case blanche f7 · Pion noir sur case noire b6 · Pion noir sur case blanche e6 · Cavalier noir sur case noire f6 · Cavalier noir sur case blanche g6 · Dame blanche sur case noire g5 · Pion blanc sur case noire d4 · Pion noir sur case blanche e4 · Pion blanc sur case noire a3 · Pion blanc sur case noire c3 · Pion blanc sur case blanche f3 · Cavalier blanc sur case noire g3 · Pion blanc sur case blanche c2 · Fou blanc sur case noire d2 · Fou blanc sur case blanche e2 · Pion blanc sur case blanche g2 · Pion blanc sur case noire h2 · Tour blanche sur case noire a1 · Tour blanche sur case blanche f1 · Roi blanc sur case noire g1 | Roi noir sur case blanche c8 · Tour noire sur case blanche g8 · Tour noire sur case noire h8 · Pion noir sur case noire a7 · Fou noir sur case blanche b7 · Pion noir sur case noire c7 · Dame noire sur case noire e7 · Pion noir sur case blanche f7 · Pion noir sur case noire b6 · Pion noir sur case blanche e6 · Cavalier noir sur case noire f6 · Cavalier noir sur case blanche g6 · Dame blanche sur case noire g5 · Pion blanc sur case noire d4 · Pion noir sur case blanche e4 · Pion blanc sur case noire a3 · Pion blanc sur case noire c3 · Pion blanc sur case blanche f3 · Cavalier blanc sur case noire g3 · Pion blanc sur case blanche c2 · Fou blanc sur case noire d2 · Fou blanc sur case blanche e2 · Pion blanc sur case blanche g2 · Pion blanc sur case noire h2 · Tour blanche sur case noire a1 · Tour blanche sur case blanche f1 · Roi blanc sur case noire g1 | Roi noir sur case blanche c8 · Tour noire sur case blanche g8 · Tour noire sur case noire h8 · Pion noir sur case noire a7 · Fou noir sur case blanche b7 · Pion noir sur case noire c7 · Dame noire sur case noire e7 · Pion noir sur case blanche f7 · Pion noir sur case noire b6 · Pion noir sur case blanche e6 · Cavalier noir sur case noire f6 · Cavalier noir sur case blanche g6 · Dame blanche sur case noire g5 · Pion blanc sur case noire d4 · Pion noir sur case blanche e4 · Pion blanc sur case noire a3 · Pion blanc sur case noire c3 · Pion blanc sur case blanche f3 · Cavalier blanc sur case noire g3 · Pion blanc sur case blanche c2 · Fou blanc sur case noire d2 · Fou blanc sur case blanche e2 · Pion blanc sur case blanche g2 · Pion blanc sur case noire h2 · Tour blanche sur case noire a1 · Tour blanche sur case blanche f1 · Roi blanc sur case noire g1 | Roi noir sur case blanche c8 · Tour noire sur case blanche g8 · Tour noire sur case noire h8 · Pion noir sur case noire a7 · Fou noir sur case blanche b7 · Pion noir sur case noire c7 · Dame noire sur case noire e7 · Pion noir sur case blanche f7 · Pion noir sur case noire b6 · Pion noir sur case blanche e6 · Cavalier noir sur case noire f6 · Cavalier noir sur case blanche g6 · Dame blanche sur case noire g5 · Pion blanc sur case noire d4 · Pion noir sur case blanche e4 · Pion blanc sur case noire a3 · Pion blanc sur case noire c3 · Pion blanc sur case blanche f3 · Cavalier blanc sur case noire g3 · Pion blanc sur case blanche c2 · Fou blanc sur case noire d2 · Fou blanc sur case blanche e2 · Pion blanc sur case blanche g2 · Pion blanc sur case noire h2 · Tour blanche sur case noire a1 · Tour blanche sur case blanche f1 · Roi blanc sur case noire g1 | Roi noir sur case blanche c8 · Tour noire sur case blanche g8 · Tour noire sur case noire h8 · Pion noir sur case noire a7 · Fou noir sur case blanche b7 · Pion noir sur case noire c7 · Dame noire sur case noire e7 · Pion noir sur case blanche f7 · Pion noir sur case noire b6 · Pion noir sur case blanche e6 · Cavalier noir sur case noire f6 · Cavalier noir sur case blanche g6 · Dame blanche sur case noire g5 · Pion blanc sur case noire d4 · Pion noir sur case blanche e4 · Pion blanc sur case noire a3 · Pion blanc sur case noire c3 · Pion blanc sur case blanche f3 · Cavalier blanc sur case noire g3 · Pion blanc sur case blanche c2 · Fou blanc sur case noire d2 · Fou blanc sur case blanche e2 · Pion blanc sur case blanche g2 · Pion blanc sur case noire h2 · Tour blanche sur case noire a1 · Tour blanche sur case blanche f1 · Roi blanc sur case noire g1 | Roi noir sur case blanche c8 · Tour noire sur case blanche g8 · Tour noire sur case noire h8 · Pion noir sur case noire a7 · Fou noir sur case blanche b7 · Pion noir sur case noire c7 · Dame noire sur case noire e7 · Pion noir sur case blanche f7 · Pion noir sur case noire b6 · Pion noir sur case blanche e6 · Cavalier noir sur case noire f6 · Cavalier noir sur case blanche g6 · Dame blanche sur case noire g5 · Pion blanc sur case noire d4 · Pion noir sur case blanche e4 · Pion blanc sur case noire a3 · Pion blanc sur case noire c3 · Pion blanc sur case blanche f3 · Cavalier blanc sur case noire g3 · Pion blanc sur case blanche c2 · Fou blanc sur case noire d2 · Fou blanc sur case blanche e2 · Pion blanc sur case blanche g2 · Pion blanc sur case noire h2 · Tour blanche sur case noire a1 · Tour blanche sur case blanche f1 · Roi blanc sur case noire g1 | Roi noir sur case blanche c8 · Tour noire sur case blanche g8 · Tour noire sur case noire h8 · Pion noir sur case noire a7 · Fou noir sur case blanche b7 · Pion noir sur case noire c7 · Dame noire sur case noire e7 · Pion noir sur case blanche f7 · Pion noir sur case noire b6 · Pion noir sur case blanche e6 · Cavalier noir sur case noire f6 · Cavalier noir sur case blanche g6 · Dame blanche sur case noire g5 · Pion blanc sur case noire d4 · Pion noir sur case blanche e4 · Pion blanc sur case noire a3 · Pion blanc sur case noire c3 · Pion blanc sur case blanche f3 · Cavalier blanc sur case noire g3 · Pion blanc sur case blanche c2 · Fou blanc sur case noire d2 · Fou blanc sur case blanche e2 · Pion blanc sur case blanche g2 · Pion blanc sur case noire h2 · Tour blanche sur case noire a1 · Tour blanche sur case blanche f1 · Roi blanc sur case noire g1 | 8 |
| 7 | Roi noir sur case blanche c8 · Tour noire sur case blanche g8 · Tour noire sur case noire h8 · Pion noir sur case noire a7 · Fou noir sur case blanche b7 · Pion noir sur case noire c7 · Dame noire sur case noire e7 · Pion noir sur case blanche f7 · Pion noir sur case noire b6 · Pion noir sur case blanche e6 · Cavalier noir sur case noire f6 · Cavalier noir sur case blanche g6 · Dame blanche sur case noire g5 · Pion blanc sur case noire d4 · Pion noir sur case blanche e4 · Pion blanc sur case noire a3 · Pion blanc sur case noire c3 · Pion blanc sur case blanche f3 · Cavalier blanc sur case noire g3 · Pion blanc sur case blanche c2 · Fou blanc sur case noire d2 · Fou blanc sur case blanche e2 · Pion blanc sur case blanche g2 · Pion blanc sur case noire h2 · Tour blanche sur case noire a1 · Tour blanche sur case blanche f1 · Roi blanc sur case noire g1 | Roi noir sur case blanche c8 · Tour noire sur case blanche g8 · Tour noire sur case noire h8 · Pion noir sur case noire a7 · Fou noir sur case blanche b7 · Pion noir sur case noire c7 · Dame noire sur case noire e7 · Pion noir sur case blanche f7 · Pion noir sur case noire b6 · Pion noir sur case blanche e6 · Cavalier noir sur case noire f6 · Cavalier noir sur case blanche g6 · Dame blanche sur case noire g5 · Pion blanc sur case noire d4 · Pion noir sur case blanche e4 · Pion blanc sur case noire a3 · Pion blanc sur case noire c3 · Pion blanc sur case blanche f3 · Cavalier blanc sur case noire g3 · Pion blanc sur case blanche c2 · Fou blanc sur case noire d2 · Fou blanc sur case blanche e2 · Pion blanc sur case blanche g2 · Pion blanc sur case noire h2 · Tour blanche sur case noire a1 · Tour blanche sur case blanche f1 · Roi blanc sur case noire g1 | Roi noir sur case blanche c8 · Tour noire sur case blanche g8 · Tour noire sur case noire h8 · Pion noir sur case noire a7 · Fou noir sur case blanche b7 · Pion noir sur case noire c7 · Dame noire sur case noire e7 · Pion noir sur case blanche f7 · Pion noir sur case noire b6 · Pion noir sur case blanche e6 · Cavalier noir sur case noire f6 · Cavalier noir sur case blanche g6 · Dame blanche sur case noire g5 · Pion blanc sur case noire d4 · Pion noir sur case blanche e4 · Pion blanc sur case noire a3 · Pion blanc sur case noire c3 · Pion blanc sur case blanche f3 · Cavalier blanc sur case noire g3 · Pion blanc sur case blanche c2 · Fou blanc sur case noire d2 · Fou blanc sur case blanche e2 · Pion blanc sur case blanche g2 · Pion blanc sur case noire h2 · Tour blanche sur case noire a1 · Tour blanche sur case blanche f1 · Roi blanc sur case noire g1 | Roi noir sur case blanche c8 · Tour noire sur case blanche g8 · Tour noire sur case noire h8 · Pion noir sur case noire a7 · Fou noir sur case blanche b7 · Pion noir sur case noire c7 · Dame noire sur case noire e7 · Pion noir sur case blanche f7 · Pion noir sur case noire b6 · Pion noir sur case blanche e6 · Cavalier noir sur case noire f6 · Cavalier noir sur case blanche g6 · Dame blanche sur case noire g5 · Pion blanc sur case noire d4 · Pion noir sur case blanche e4 · Pion blanc sur case noire a3 · Pion blanc sur case noire c3 · Pion blanc sur case blanche f3 · Cavalier blanc sur case noire g3 · Pion blanc sur case blanche c2 · Fou blanc sur case noire d2 · Fou blanc sur case blanche e2 · Pion blanc sur case blanche g2 · Pion blanc sur case noire h2 · Tour blanche sur case noire a1 · Tour blanche sur case blanche f1 · Roi blanc sur case noire g1 | Roi noir sur case blanche c8 · Tour noire sur case blanche g8 · Tour noire sur case noire h8 · Pion noir sur case noire a7 · Fou noir sur case blanche b7 · Pion noir sur case noire c7 · Dame noire sur case noire e7 · Pion noir sur case blanche f7 · Pion noir sur case noire b6 · Pion noir sur case blanche e6 · Cavalier noir sur case noire f6 · Cavalier noir sur case blanche g6 · Dame blanche sur case noire g5 · Pion blanc sur case noire d4 · Pion noir sur case blanche e4 · Pion blanc sur case noire a3 · Pion blanc sur case noire c3 · Pion blanc sur case blanche f3 · Cavalier blanc sur case noire g3 · Pion blanc sur case blanche c2 · Fou blanc sur case noire d2 · Fou blanc sur case blanche e2 · Pion blanc sur case blanche g2 · Pion blanc sur case noire h2 · Tour blanche sur case noire a1 · Tour blanche sur case blanche f1 · Roi blanc sur case noire g1 | Roi noir sur case blanche c8 · Tour noire sur case blanche g8 · Tour noire sur case noire h8 · Pion noir sur case noire a7 · Fou noir sur case blanche b7 · Pion noir sur case noire c7 · Dame noire sur case noire e7 · Pion noir sur case blanche f7 · Pion noir sur case noire b6 · Pion noir sur case blanche e6 · Cavalier noir sur case noire f6 · Cavalier noir sur case blanche g6 · Dame blanche sur case noire g5 · Pion blanc sur case noire d4 · Pion noir sur case blanche e4 · Pion blanc sur case noire a3 · Pion blanc sur case noire c3 · Pion blanc sur case blanche f3 · Cavalier blanc sur case noire g3 · Pion blanc sur case blanche c2 · Fou blanc sur case noire d2 · Fou blanc sur case blanche e2 · Pion blanc sur case blanche g2 · Pion blanc sur case noire h2 · Tour blanche sur case noire a1 · Tour blanche sur case blanche f1 · Roi blanc sur case noire g1 | Roi noir sur case blanche c8 · Tour noire sur case blanche g8 · Tour noire sur case noire h8 · Pion noir sur case noire a7 · Fou noir sur case blanche b7 · Pion noir sur case noire c7 · Dame noire sur case noire e7 · Pion noir sur case blanche f7 · Pion noir sur case noire b6 · Pion noir sur case blanche e6 · Cavalier noir sur case noire f6 · Cavalier noir sur case blanche g6 · Dame blanche sur case noire g5 · Pion blanc sur case noire d4 · Pion noir sur case blanche e4 · Pion blanc sur case noire a3 · Pion blanc sur case noire c3 · Pion blanc sur case blanche f3 · Cavalier blanc sur case noire g3 · Pion blanc sur case blanche c2 · Fou blanc sur case noire d2 · Fou blanc sur case blanche e2 · Pion blanc sur case blanche g2 · Pion blanc sur case noire h2 · Tour blanche sur case noire a1 · Tour blanche sur case blanche f1 · Roi blanc sur case noire g1 | Roi noir sur case blanche c8 · Tour noire sur case blanche g8 · Tour noire sur case noire h8 · Pion noir sur case noire a7 · Fou noir sur case blanche b7 · Pion noir sur case noire c7 · Dame noire sur case noire e7 · Pion noir sur case blanche f7 · Pion noir sur case noire b6 · Pion noir sur case blanche e6 · Cavalier noir sur case noire f6 · Cavalier noir sur case blanche g6 · Dame blanche sur case noire g5 · Pion blanc sur case noire d4 · Pion noir sur case blanche e4 · Pion blanc sur case noire a3 · Pion blanc sur case noire c3 · Pion blanc sur case blanche f3 · Cavalier blanc sur case noire g3 · Pion blanc sur case blanche c2 · Fou blanc sur case noire d2 · Fou blanc sur case blanche e2 · Pion blanc sur case blanche g2 · Pion blanc sur case noire h2 · Tour blanche sur case noire a1 · Tour blanche sur case blanche f1 · Roi blanc sur case noire g1 | 7 |
| 6 | Roi noir sur case blanche c8 · Tour noire sur case blanche g8 · Tour noire sur case noire h8 · Pion noir sur case noire a7 · Fou noir sur case blanche b7 · Pion noir sur case noire c7 · Dame noire sur case noire e7 · Pion noir sur case blanche f7 · Pion noir sur case noire b6 · Pion noir sur case blanche e6 · Cavalier noir sur case noire f6 · Cavalier noir sur case blanche g6 · Dame blanche sur case noire g5 · Pion blanc sur case noire d4 · Pion noir sur case blanche e4 · Pion blanc sur case noire a3 · Pion blanc sur case noire c3 · Pion blanc sur case blanche f3 · Cavalier blanc sur case noire g3 · Pion blanc sur case blanche c2 · Fou blanc sur case noire d2 · Fou blanc sur case blanche e2 · Pion blanc sur case blanche g2 · Pion blanc sur case noire h2 · Tour blanche sur case noire a1 · Tour blanche sur case blanche f1 · Roi blanc sur case noire g1 | Roi noir sur case blanche c8 · Tour noire sur case blanche g8 · Tour noire sur case noire h8 · Pion noir sur case noire a7 · Fou noir sur case blanche b7 · Pion noir sur case noire c7 · Dame noire sur case noire e7 · Pion noir sur case blanche f7 · Pion noir sur case noire b6 · Pion noir sur case blanche e6 · Cavalier noir sur case noire f6 · Cavalier noir sur case blanche g6 · Dame blanche sur case noire g5 · Pion blanc sur case noire d4 · Pion noir sur case blanche e4 · Pion blanc sur case noire a3 · Pion blanc sur case noire c3 · Pion blanc sur case blanche f3 · Cavalier blanc sur case noire g3 · Pion blanc sur case blanche c2 · Fou blanc sur case noire d2 · Fou blanc sur case blanche e2 · Pion blanc sur case blanche g2 · Pion blanc sur case noire h2 · Tour blanche sur case noire a1 · Tour blanche sur case blanche f1 · Roi blanc sur case noire g1 | Roi noir sur case blanche c8 · Tour noire sur case blanche g8 · Tour noire sur case noire h8 · Pion noir sur case noire a7 · Fou noir sur case blanche b7 · Pion noir sur case noire c7 · Dame noire sur case noire e7 · Pion noir sur case blanche f7 · Pion noir sur case noire b6 · Pion noir sur case blanche e6 · Cavalier noir sur case noire f6 · Cavalier noir sur case blanche g6 · Dame blanche sur case noire g5 · Pion blanc sur case noire d4 · Pion noir sur case blanche e4 · Pion blanc sur case noire a3 · Pion blanc sur case noire c3 · Pion blanc sur case blanche f3 · Cavalier blanc sur case noire g3 · Pion blanc sur case blanche c2 · Fou blanc sur case noire d2 · Fou blanc sur case blanche e2 · Pion blanc sur case blanche g2 · Pion blanc sur case noire h2 · Tour blanche sur case noire a1 · Tour blanche sur case blanche f1 · Roi blanc sur case noire g1 | Roi noir sur case blanche c8 · Tour noire sur case blanche g8 · Tour noire sur case noire h8 · Pion noir sur case noire a7 · Fou noir sur case blanche b7 · Pion noir sur case noire c7 · Dame noire sur case noire e7 · Pion noir sur case blanche f7 · Pion noir sur case noire b6 · Pion noir sur case blanche e6 · Cavalier noir sur case noire f6 · Cavalier noir sur case blanche g6 · Dame blanche sur case noire g5 · Pion blanc sur case noire d4 · Pion noir sur case blanche e4 · Pion blanc sur case noire a3 · Pion blanc sur case noire c3 · Pion blanc sur case blanche f3 · Cavalier blanc sur case noire g3 · Pion blanc sur case blanche c2 · Fou blanc sur case noire d2 · Fou blanc sur case blanche e2 · Pion blanc sur case blanche g2 · Pion blanc sur case noire h2 · Tour blanche sur case noire a1 · Tour blanche sur case blanche f1 · Roi blanc sur case noire g1 | Roi noir sur case blanche c8 · Tour noire sur case blanche g8 · Tour noire sur case noire h8 · Pion noir sur case noire a7 · Fou noir sur case blanche b7 · Pion noir sur case noire c7 · Dame noire sur case noire e7 · Pion noir sur case blanche f7 · Pion noir sur case noire b6 · Pion noir sur case blanche e6 · Cavalier noir sur case noire f6 · Cavalier noir sur case blanche g6 · Dame blanche sur case noire g5 · Pion blanc sur case noire d4 · Pion noir sur case blanche e4 · Pion blanc sur case noire a3 · Pion blanc sur case noire c3 · Pion blanc sur case blanche f3 · Cavalier blanc sur case noire g3 · Pion blanc sur case blanche c2 · Fou blanc sur case noire d2 · Fou blanc sur case blanche e2 · Pion blanc sur case blanche g2 · Pion blanc sur case noire h2 · Tour blanche sur case noire a1 · Tour blanche sur case blanche f1 · Roi blanc sur case noire g1 | Roi noir sur case blanche c8 · Tour noire sur case blanche g8 · Tour noire sur case noire h8 · Pion noir sur case noire a7 · Fou noir sur case blanche b7 · Pion noir sur case noire c7 · Dame noire sur case noire e7 · Pion noir sur case blanche f7 · Pion noir sur case noire b6 · Pion noir sur case blanche e6 · Cavalier noir sur case noire f6 · Cavalier noir sur case blanche g6 · Dame blanche sur case noire g5 · Pion blanc sur case noire d4 · Pion noir sur case blanche e4 · Pion blanc sur case noire a3 · Pion blanc sur case noire c3 · Pion blanc sur case blanche f3 · Cavalier blanc sur case noire g3 · Pion blanc sur case blanche c2 · Fou blanc sur case noire d2 · Fou blanc sur case blanche e2 · Pion blanc sur case blanche g2 · Pion blanc sur case noire h2 · Tour blanche sur case noire a1 · Tour blanche sur case blanche f1 · Roi blanc sur case noire g1 | Roi noir sur case blanche c8 · Tour noire sur case blanche g8 · Tour noire sur case noire h8 · Pion noir sur case noire a7 · Fou noir sur case blanche b7 · Pion noir sur case noire c7 · Dame noire sur case noire e7 · Pion noir sur case blanche f7 · Pion noir sur case noire b6 · Pion noir sur case blanche e6 · Cavalier noir sur case noire f6 · Cavalier noir sur case blanche g6 · Dame blanche sur case noire g5 · Pion blanc sur case noire d4 · Pion noir sur case blanche e4 · Pion blanc sur case noire a3 · Pion blanc sur case noire c3 · Pion blanc sur case blanche f3 · Cavalier blanc sur case noire g3 · Pion blanc sur case blanche c2 · Fou blanc sur case noire d2 · Fou blanc sur case blanche e2 · Pion blanc sur case blanche g2 · Pion blanc sur case noire h2 · Tour blanche sur case noire a1 · Tour blanche sur case blanche f1 · Roi blanc sur case noire g1 | Roi noir sur case blanche c8 · Tour noire sur case blanche g8 · Tour noire sur case noire h8 · Pion noir sur case noire a7 · Fou noir sur case blanche b7 · Pion noir sur case noire c7 · Dame noire sur case noire e7 · Pion noir sur case blanche f7 · Pion noir sur case noire b6 · Pion noir sur case blanche e6 · Cavalier noir sur case noire f6 · Cavalier noir sur case blanche g6 · Dame blanche sur case noire g5 · Pion blanc sur case noire d4 · Pion noir sur case blanche e4 · Pion blanc sur case noire a3 · Pion blanc sur case noire c3 · Pion blanc sur case blanche f3 · Cavalier blanc sur case noire g3 · Pion blanc sur case blanche c2 · Fou blanc sur case noire d2 · Fou blanc sur case blanche e2 · Pion blanc sur case blanche g2 · Pion blanc sur case noire h2 · Tour blanche sur case noire a1 · Tour blanche sur case blanche f1 · Roi blanc sur case noire g1 | 6 |
| 5 | Roi noir sur case blanche c8 · Tour noire sur case blanche g8 · Tour noire sur case noire h8 · Pion noir sur case noire a7 · Fou noir sur case blanche b7 · Pion noir sur case noire c7 · Dame noire sur case noire e7 · Pion noir sur case blanche f7 · Pion noir sur case noire b6 · Pion noir sur case blanche e6 · Cavalier noir sur case noire f6 · Cavalier noir sur case blanche g6 · Dame blanche sur case noire g5 · Pion blanc sur case noire d4 · Pion noir sur case blanche e4 · Pion blanc sur case noire a3 · Pion blanc sur case noire c3 · Pion blanc sur case blanche f3 · Cavalier blanc sur case noire g3 · Pion blanc sur case blanche c2 · Fou blanc sur case noire d2 · Fou blanc sur case blanche e2 · Pion blanc sur case blanche g2 · Pion blanc sur case noire h2 · Tour blanche sur case noire a1 · Tour blanche sur case blanche f1 · Roi blanc sur case noire g1 | Roi noir sur case blanche c8 · Tour noire sur case blanche g8 · Tour noire sur case noire h8 · Pion noir sur case noire a7 · Fou noir sur case blanche b7 · Pion noir sur case noire c7 · Dame noire sur case noire e7 · Pion noir sur case blanche f7 · Pion noir sur case noire b6 · Pion noir sur case blanche e6 · Cavalier noir sur case noire f6 · Cavalier noir sur case blanche g6 · Dame blanche sur case noire g5 · Pion blanc sur case noire d4 · Pion noir sur case blanche e4 · Pion blanc sur case noire a3 · Pion blanc sur case noire c3 · Pion blanc sur case blanche f3 · Cavalier blanc sur case noire g3 · Pion blanc sur case blanche c2 · Fou blanc sur case noire d2 · Fou blanc sur case blanche e2 · Pion blanc sur case blanche g2 · Pion blanc sur case noire h2 · Tour blanche sur case noire a1 · Tour blanche sur case blanche f1 · Roi blanc sur case noire g1 | Roi noir sur case blanche c8 · Tour noire sur case blanche g8 · Tour noire sur case noire h8 · Pion noir sur case noire a7 · Fou noir sur case blanche b7 · Pion noir sur case noire c7 · Dame noire sur case noire e7 · Pion noir sur case blanche f7 · Pion noir sur case noire b6 · Pion noir sur case blanche e6 · Cavalier noir sur case noire f6 · Cavalier noir sur case blanche g6 · Dame blanche sur case noire g5 · Pion blanc sur case noire d4 · Pion noir sur case blanche e4 · Pion blanc sur case noire a3 · Pion blanc sur case noire c3 · Pion blanc sur case blanche f3 · Cavalier blanc sur case noire g3 · Pion blanc sur case blanche c2 · Fou blanc sur case noire d2 · Fou blanc sur case blanche e2 · Pion blanc sur case blanche g2 · Pion blanc sur case noire h2 · Tour blanche sur case noire a1 · Tour blanche sur case blanche f1 · Roi blanc sur case noire g1 | Roi noir sur case blanche c8 · Tour noire sur case blanche g8 · Tour noire sur case noire h8 · Pion noir sur case noire a7 · Fou noir sur case blanche b7 · Pion noir sur case noire c7 · Dame noire sur case noire e7 · Pion noir sur case blanche f7 · Pion noir sur case noire b6 · Pion noir sur case blanche e6 · Cavalier noir sur case noire f6 · Cavalier noir sur case blanche g6 · Dame blanche sur case noire g5 · Pion blanc sur case noire d4 · Pion noir sur case blanche e4 · Pion blanc sur case noire a3 · Pion blanc sur case noire c3 · Pion blanc sur case blanche f3 · Cavalier blanc sur case noire g3 · Pion blanc sur case blanche c2 · Fou blanc sur case noire d2 · Fou blanc sur case blanche e2 · Pion blanc sur case blanche g2 · Pion blanc sur case noire h2 · Tour blanche sur case noire a1 · Tour blanche sur case blanche f1 · Roi blanc sur case noire g1 | Roi noir sur case blanche c8 · Tour noire sur case blanche g8 · Tour noire sur case noire h8 · Pion noir sur case noire a7 · Fou noir sur case blanche b7 · Pion noir sur case noire c7 · Dame noire sur case noire e7 · Pion noir sur case blanche f7 · Pion noir sur case noire b6 · Pion noir sur case blanche e6 · Cavalier noir sur case noire f6 · Cavalier noir sur case blanche g6 · Dame blanche sur case noire g5 · Pion blanc sur case noire d4 · Pion noir sur case blanche e4 · Pion blanc sur case noire a3 · Pion blanc sur case noire c3 · Pion blanc sur case blanche f3 · Cavalier blanc sur case noire g3 · Pion blanc sur case blanche c2 · Fou blanc sur case noire d2 · Fou blanc sur case blanche e2 · Pion blanc sur case blanche g2 · Pion blanc sur case noire h2 · Tour blanche sur case noire a1 · Tour blanche sur case blanche f1 · Roi blanc sur case noire g1 | Roi noir sur case blanche c8 · Tour noire sur case blanche g8 · Tour noire sur case noire h8 · Pion noir sur case noire a7 · Fou noir sur case blanche b7 · Pion noir sur case noire c7 · Dame noire sur case noire e7 · Pion noir sur case blanche f7 · Pion noir sur case noire b6 · Pion noir sur case blanche e6 · Cavalier noir sur case noire f6 · Cavalier noir sur case blanche g6 · Dame blanche sur case noire g5 · Pion blanc sur case noire d4 · Pion noir sur case blanche e4 · Pion blanc sur case noire a3 · Pion blanc sur case noire c3 · Pion blanc sur case blanche f3 · Cavalier blanc sur case noire g3 · Pion blanc sur case blanche c2 · Fou blanc sur case noire d2 · Fou blanc sur case blanche e2 · Pion blanc sur case blanche g2 · Pion blanc sur case noire h2 · Tour blanche sur case noire a1 · Tour blanche sur case blanche f1 · Roi blanc sur case noire g1 | Roi noir sur case blanche c8 · Tour noire sur case blanche g8 · Tour noire sur case noire h8 · Pion noir sur case noire a7 · Fou noir sur case blanche b7 · Pion noir sur case noire c7 · Dame noire sur case noire e7 · Pion noir sur case blanche f7 · Pion noir sur case noire b6 · Pion noir sur case blanche e6 · Cavalier noir sur case noire f6 · Cavalier noir sur case blanche g6 · Dame blanche sur case noire g5 · Pion blanc sur case noire d4 · Pion noir sur case blanche e4 · Pion blanc sur case noire a3 · Pion blanc sur case noire c3 · Pion blanc sur case blanche f3 · Cavalier blanc sur case noire g3 · Pion blanc sur case blanche c2 · Fou blanc sur case noire d2 · Fou blanc sur case blanche e2 · Pion blanc sur case blanche g2 · Pion blanc sur case noire h2 · Tour blanche sur case noire a1 · Tour blanche sur case blanche f1 · Roi blanc sur case noire g1 | Roi noir sur case blanche c8 · Tour noire sur case blanche g8 · Tour noire sur case noire h8 · Pion noir sur case noire a7 · Fou noir sur case blanche b7 · Pion noir sur case noire c7 · Dame noire sur case noire e7 · Pion noir sur case blanche f7 · Pion noir sur case noire b6 · Pion noir sur case blanche e6 · Cavalier noir sur case noire f6 · Cavalier noir sur case blanche g6 · Dame blanche sur case noire g5 · Pion blanc sur case noire d4 · Pion noir sur case blanche e4 · Pion blanc sur case noire a3 · Pion blanc sur case noire c3 · Pion blanc sur case blanche f3 · Cavalier blanc sur case noire g3 · Pion blanc sur case blanche c2 · Fou blanc sur case noire d2 · Fou blanc sur case blanche e2 · Pion blanc sur case blanche g2 · Pion blanc sur case noire h2 · Tour blanche sur case noire a1 · Tour blanche sur case blanche f1 · Roi blanc sur case noire g1 | 5 |
| 4 | Roi noir sur case blanche c8 · Tour noire sur case blanche g8 · Tour noire sur case noire h8 · Pion noir sur case noire a7 · Fou noir sur case blanche b7 · Pion noir sur case noire c7 · Dame noire sur case noire e7 · Pion noir sur case blanche f7 · Pion noir sur case noire b6 · Pion noir sur case blanche e6 · Cavalier noir sur case noire f6 · Cavalier noir sur case blanche g6 · Dame blanche sur case noire g5 · Pion blanc sur case noire d4 · Pion noir sur case blanche e4 · Pion blanc sur case noire a3 · Pion blanc sur case noire c3 · Pion blanc sur case blanche f3 · Cavalier blanc sur case noire g3 · Pion blanc sur case blanche c2 · Fou blanc sur case noire d2 · Fou blanc sur case blanche e2 · Pion blanc sur case blanche g2 · Pion blanc sur case noire h2 · Tour blanche sur case noire a1 · Tour blanche sur case blanche f1 · Roi blanc sur case noire g1 | Roi noir sur case blanche c8 · Tour noire sur case blanche g8 · Tour noire sur case noire h8 · Pion noir sur case noire a7 · Fou noir sur case blanche b7 · Pion noir sur case noire c7 · Dame noire sur case noire e7 · Pion noir sur case blanche f7 · Pion noir sur case noire b6 · Pion noir sur case blanche e6 · Cavalier noir sur case noire f6 · Cavalier noir sur case blanche g6 · Dame blanche sur case noire g5 · Pion blanc sur case noire d4 · Pion noir sur case blanche e4 · Pion blanc sur case noire a3 · Pion blanc sur case noire c3 · Pion blanc sur case blanche f3 · Cavalier blanc sur case noire g3 · Pion blanc sur case blanche c2 · Fou blanc sur case noire d2 · Fou blanc sur case blanche e2 · Pion blanc sur case blanche g2 · Pion blanc sur case noire h2 · Tour blanche sur case noire a1 · Tour blanche sur case blanche f1 · Roi blanc sur case noire g1 | Roi noir sur case blanche c8 · Tour noire sur case blanche g8 · Tour noire sur case noire h8 · Pion noir sur case noire a7 · Fou noir sur case blanche b7 · Pion noir sur case noire c7 · Dame noire sur case noire e7 · Pion noir sur case blanche f7 · Pion noir sur case noire b6 · Pion noir sur case blanche e6 · Cavalier noir sur case noire f6 · Cavalier noir sur case blanche g6 · Dame blanche sur case noire g5 · Pion blanc sur case noire d4 · Pion noir sur case blanche e4 · Pion blanc sur case noire a3 · Pion blanc sur case noire c3 · Pion blanc sur case blanche f3 · Cavalier blanc sur case noire g3 · Pion blanc sur case blanche c2 · Fou blanc sur case noire d2 · Fou blanc sur case blanche e2 · Pion blanc sur case blanche g2 · Pion blanc sur case noire h2 · Tour blanche sur case noire a1 · Tour blanche sur case blanche f1 · Roi blanc sur case noire g1 | Roi noir sur case blanche c8 · Tour noire sur case blanche g8 · Tour noire sur case noire h8 · Pion noir sur case noire a7 · Fou noir sur case blanche b7 · Pion noir sur case noire c7 · Dame noire sur case noire e7 · Pion noir sur case blanche f7 · Pion noir sur case noire b6 · Pion noir sur case blanche e6 · Cavalier noir sur case noire f6 · Cavalier noir sur case blanche g6 · Dame blanche sur case noire g5 · Pion blanc sur case noire d4 · Pion noir sur case blanche e4 · Pion blanc sur case noire a3 · Pion blanc sur case noire c3 · Pion blanc sur case blanche f3 · Cavalier blanc sur case noire g3 · Pion blanc sur case blanche c2 · Fou blanc sur case noire d2 · Fou blanc sur case blanche e2 · Pion blanc sur case blanche g2 · Pion blanc sur case noire h2 · Tour blanche sur case noire a1 · Tour blanche sur case blanche f1 · Roi blanc sur case noire g1 | Roi noir sur case blanche c8 · Tour noire sur case blanche g8 · Tour noire sur case noire h8 · Pion noir sur case noire a7 · Fou noir sur case blanche b7 · Pion noir sur case noire c7 · Dame noire sur case noire e7 · Pion noir sur case blanche f7 · Pion noir sur case noire b6 · Pion noir sur case blanche e6 · Cavalier noir sur case noire f6 · Cavalier noir sur case blanche g6 · Dame blanche sur case noire g5 · Pion blanc sur case noire d4 · Pion noir sur case blanche e4 · Pion blanc sur case noire a3 · Pion blanc sur case noire c3 · Pion blanc sur case blanche f3 · Cavalier blanc sur case noire g3 · Pion blanc sur case blanche c2 · Fou blanc sur case noire d2 · Fou blanc sur case blanche e2 · Pion blanc sur case blanche g2 · Pion blanc sur case noire h2 · Tour blanche sur case noire a1 · Tour blanche sur case blanche f1 · Roi blanc sur case noire g1 | Roi noir sur case blanche c8 · Tour noire sur case blanche g8 · Tour noire sur case noire h8 · Pion noir sur case noire a7 · Fou noir sur case blanche b7 · Pion noir sur case noire c7 · Dame noire sur case noire e7 · Pion noir sur case blanche f7 · Pion noir sur case noire b6 · Pion noir sur case blanche e6 · Cavalier noir sur case noire f6 · Cavalier noir sur case blanche g6 · Dame blanche sur case noire g5 · Pion blanc sur case noire d4 · Pion noir sur case blanche e4 · Pion blanc sur case noire a3 · Pion blanc sur case noire c3 · Pion blanc sur case blanche f3 · Cavalier blanc sur case noire g3 · Pion blanc sur case blanche c2 · Fou blanc sur case noire d2 · Fou blanc sur case blanche e2 · Pion blanc sur case blanche g2 · Pion blanc sur case noire h2 · Tour blanche sur case noire a1 · Tour blanche sur case blanche f1 · Roi blanc sur case noire g1 | Roi noir sur case blanche c8 · Tour noire sur case blanche g8 · Tour noire sur case noire h8 · Pion noir sur case noire a7 · Fou noir sur case blanche b7 · Pion noir sur case noire c7 · Dame noire sur case noire e7 · Pion noir sur case blanche f7 · Pion noir sur case noire b6 · Pion noir sur case blanche e6 · Cavalier noir sur case noire f6 · Cavalier noir sur case blanche g6 · Dame blanche sur case noire g5 · Pion blanc sur case noire d4 · Pion noir sur case blanche e4 · Pion blanc sur case noire a3 · Pion blanc sur case noire c3 · Pion blanc sur case blanche f3 · Cavalier blanc sur case noire g3 · Pion blanc sur case blanche c2 · Fou blanc sur case noire d2 · Fou blanc sur case blanche e2 · Pion blanc sur case blanche g2 · Pion blanc sur case noire h2 · Tour blanche sur case noire a1 · Tour blanche sur case blanche f1 · Roi blanc sur case noire g1 | Roi noir sur case blanche c8 · Tour noire sur case blanche g8 · Tour noire sur case noire h8 · Pion noir sur case noire a7 · Fou noir sur case blanche b7 · Pion noir sur case noire c7 · Dame noire sur case noire e7 · Pion noir sur case blanche f7 · Pion noir sur case noire b6 · Pion noir sur case blanche e6 · Cavalier noir sur case noire f6 · Cavalier noir sur case blanche g6 · Dame blanche sur case noire g5 · Pion blanc sur case noire d4 · Pion noir sur case blanche e4 · Pion blanc sur case noire a3 · Pion blanc sur case noire c3 · Pion blanc sur case blanche f3 · Cavalier blanc sur case noire g3 · Pion blanc sur case blanche c2 · Fou blanc sur case noire d2 · Fou blanc sur case blanche e2 · Pion blanc sur case blanche g2 · Pion blanc sur case noire h2 · Tour blanche sur case noire a1 · Tour blanche sur case blanche f1 · Roi blanc sur case noire g1 | 4 |
| 3 | Roi noir sur case blanche c8 · Tour noire sur case blanche g8 · Tour noire sur case noire h8 · Pion noir sur case noire a7 · Fou noir sur case blanche b7 · Pion noir sur case noire c7 · Dame noire sur case noire e7 · Pion noir sur case blanche f7 · Pion noir sur case noire b6 · Pion noir sur case blanche e6 · Cavalier noir sur case noire f6 · Cavalier noir sur case blanche g6 · Dame blanche sur case noire g5 · Pion blanc sur case noire d4 · Pion noir sur case blanche e4 · Pion blanc sur case noire a3 · Pion blanc sur case noire c3 · Pion blanc sur case blanche f3 · Cavalier blanc sur case noire g3 · Pion blanc sur case blanche c2 · Fou blanc sur case noire d2 · Fou blanc sur case blanche e2 · Pion blanc sur case blanche g2 · Pion blanc sur case noire h2 · Tour blanche sur case noire a1 · Tour blanche sur case blanche f1 · Roi blanc sur case noire g1 | Roi noir sur case blanche c8 · Tour noire sur case blanche g8 · Tour noire sur case noire h8 · Pion noir sur case noire a7 · Fou noir sur case blanche b7 · Pion noir sur case noire c7 · Dame noire sur case noire e7 · Pion noir sur case blanche f7 · Pion noir sur case noire b6 · Pion noir sur case blanche e6 · Cavalier noir sur case noire f6 · Cavalier noir sur case blanche g6 · Dame blanche sur case noire g5 · Pion blanc sur case noire d4 · Pion noir sur case blanche e4 · Pion blanc sur case noire a3 · Pion blanc sur case noire c3 · Pion blanc sur case blanche f3 · Cavalier blanc sur case noire g3 · Pion blanc sur case blanche c2 · Fou blanc sur case noire d2 · Fou blanc sur case blanche e2 · Pion blanc sur case blanche g2 · Pion blanc sur case noire h2 · Tour blanche sur case noire a1 · Tour blanche sur case blanche f1 · Roi blanc sur case noire g1 | Roi noir sur case blanche c8 · Tour noire sur case blanche g8 · Tour noire sur case noire h8 · Pion noir sur case noire a7 · Fou noir sur case blanche b7 · Pion noir sur case noire c7 · Dame noire sur case noire e7 · Pion noir sur case blanche f7 · Pion noir sur case noire b6 · Pion noir sur case blanche e6 · Cavalier noir sur case noire f6 · Cavalier noir sur case blanche g6 · Dame blanche sur case noire g5 · Pion blanc sur case noire d4 · Pion noir sur case blanche e4 · Pion blanc sur case noire a3 · Pion blanc sur case noire c3 · Pion blanc sur case blanche f3 · Cavalier blanc sur case noire g3 · Pion blanc sur case blanche c2 · Fou blanc sur case noire d2 · Fou blanc sur case blanche e2 · Pion blanc sur case blanche g2 · Pion blanc sur case noire h2 · Tour blanche sur case noire a1 · Tour blanche sur case blanche f1 · Roi blanc sur case noire g1 | Roi noir sur case blanche c8 · Tour noire sur case blanche g8 · Tour noire sur case noire h8 · Pion noir sur case noire a7 · Fou noir sur case blanche b7 · Pion noir sur case noire c7 · Dame noire sur case noire e7 · Pion noir sur case blanche f7 · Pion noir sur case noire b6 · Pion noir sur case blanche e6 · Cavalier noir sur case noire f6 · Cavalier noir sur case blanche g6 · Dame blanche sur case noire g5 · Pion blanc sur case noire d4 · Pion noir sur case blanche e4 · Pion blanc sur case noire a3 · Pion blanc sur case noire c3 · Pion blanc sur case blanche f3 · Cavalier blanc sur case noire g3 · Pion blanc sur case blanche c2 · Fou blanc sur case noire d2 · Fou blanc sur case blanche e2 · Pion blanc sur case blanche g2 · Pion blanc sur case noire h2 · Tour blanche sur case noire a1 · Tour blanche sur case blanche f1 · Roi blanc sur case noire g1 | Roi noir sur case blanche c8 · Tour noire sur case blanche g8 · Tour noire sur case noire h8 · Pion noir sur case noire a7 · Fou noir sur case blanche b7 · Pion noir sur case noire c7 · Dame noire sur case noire e7 · Pion noir sur case blanche f7 · Pion noir sur case noire b6 · Pion noir sur case blanche e6 · Cavalier noir sur case noire f6 · Cavalier noir sur case blanche g6 · Dame blanche sur case noire g5 · Pion blanc sur case noire d4 · Pion noir sur case blanche e4 · Pion blanc sur case noire a3 · Pion blanc sur case noire c3 · Pion blanc sur case blanche f3 · Cavalier blanc sur case noire g3 · Pion blanc sur case blanche c2 · Fou blanc sur case noire d2 · Fou blanc sur case blanche e2 · Pion blanc sur case blanche g2 · Pion blanc sur case noire h2 · Tour blanche sur case noire a1 · Tour blanche sur case blanche f1 · Roi blanc sur case noire g1 | Roi noir sur case blanche c8 · Tour noire sur case blanche g8 · Tour noire sur case noire h8 · Pion noir sur case noire a7 · Fou noir sur case blanche b7 · Pion noir sur case noire c7 · Dame noire sur case noire e7 · Pion noir sur case blanche f7 · Pion noir sur case noire b6 · Pion noir sur case blanche e6 · Cavalier noir sur case noire f6 · Cavalier noir sur case blanche g6 · Dame blanche sur case noire g5 · Pion blanc sur case noire d4 · Pion noir sur case blanche e4 · Pion blanc sur case noire a3 · Pion blanc sur case noire c3 · Pion blanc sur case blanche f3 · Cavalier blanc sur case noire g3 · Pion blanc sur case blanche c2 · Fou blanc sur case noire d2 · Fou blanc sur case blanche e2 · Pion blanc sur case blanche g2 · Pion blanc sur case noire h2 · Tour blanche sur case noire a1 · Tour blanche sur case blanche f1 · Roi blanc sur case noire g1 | Roi noir sur case blanche c8 · Tour noire sur case blanche g8 · Tour noire sur case noire h8 · Pion noir sur case noire a7 · Fou noir sur case blanche b7 · Pion noir sur case noire c7 · Dame noire sur case noire e7 · Pion noir sur case blanche f7 · Pion noir sur case noire b6 · Pion noir sur case blanche e6 · Cavalier noir sur case noire f6 · Cavalier noir sur case blanche g6 · Dame blanche sur case noire g5 · Pion blanc sur case noire d4 · Pion noir sur case blanche e4 · Pion blanc sur case noire a3 · Pion blanc sur case noire c3 · Pion blanc sur case blanche f3 · Cavalier blanc sur case noire g3 · Pion blanc sur case blanche c2 · Fou blanc sur case noire d2 · Fou blanc sur case blanche e2 · Pion blanc sur case blanche g2 · Pion blanc sur case noire h2 · Tour blanche sur case noire a1 · Tour blanche sur case blanche f1 · Roi blanc sur case noire g1 | Roi noir sur case blanche c8 · Tour noire sur case blanche g8 · Tour noire sur case noire h8 · Pion noir sur case noire a7 · Fou noir sur case blanche b7 · Pion noir sur case noire c7 · Dame noire sur case noire e7 · Pion noir sur case blanche f7 · Pion noir sur case noire b6 · Pion noir sur case blanche e6 · Cavalier noir sur case noire f6 · Cavalier noir sur case blanche g6 · Dame blanche sur case noire g5 · Pion blanc sur case noire d4 · Pion noir sur case blanche e4 · Pion blanc sur case noire a3 · Pion blanc sur case noire c3 · Pion blanc sur case blanche f3 · Cavalier blanc sur case noire g3 · Pion blanc sur case blanche c2 · Fou blanc sur case noire d2 · Fou blanc sur case blanche e2 · Pion blanc sur case blanche g2 · Pion blanc sur case noire h2 · Tour blanche sur case noire a1 · Tour blanche sur case blanche f1 · Roi blanc sur case noire g1 | 3 |
| 2 | Roi noir sur case blanche c8 · Tour noire sur case blanche g8 · Tour noire sur case noire h8 · Pion noir sur case noire a7 · Fou noir sur case blanche b7 · Pion noir sur case noire c7 · Dame noire sur case noire e7 · Pion noir sur case blanche f7 · Pion noir sur case noire b6 · Pion noir sur case blanche e6 · Cavalier noir sur case noire f6 · Cavalier noir sur case blanche g6 · Dame blanche sur case noire g5 · Pion blanc sur case noire d4 · Pion noir sur case blanche e4 · Pion blanc sur case noire a3 · Pion blanc sur case noire c3 · Pion blanc sur case blanche f3 · Cavalier blanc sur case noire g3 · Pion blanc sur case blanche c2 · Fou blanc sur case noire d2 · Fou blanc sur case blanche e2 · Pion blanc sur case blanche g2 · Pion blanc sur case noire h2 · Tour blanche sur case noire a1 · Tour blanche sur case blanche f1 · Roi blanc sur case noire g1 | Roi noir sur case blanche c8 · Tour noire sur case blanche g8 · Tour noire sur case noire h8 · Pion noir sur case noire a7 · Fou noir sur case blanche b7 · Pion noir sur case noire c7 · Dame noire sur case noire e7 · Pion noir sur case blanche f7 · Pion noir sur case noire b6 · Pion noir sur case blanche e6 · Cavalier noir sur case noire f6 · Cavalier noir sur case blanche g6 · Dame blanche sur case noire g5 · Pion blanc sur case noire d4 · Pion noir sur case blanche e4 · Pion blanc sur case noire a3 · Pion blanc sur case noire c3 · Pion blanc sur case blanche f3 · Cavalier blanc sur case noire g3 · Pion blanc sur case blanche c2 · Fou blanc sur case noire d2 · Fou blanc sur case blanche e2 · Pion blanc sur case blanche g2 · Pion blanc sur case noire h2 · Tour blanche sur case noire a1 · Tour blanche sur case blanche f1 · Roi blanc sur case noire g1 | Roi noir sur case blanche c8 · Tour noire sur case blanche g8 · Tour noire sur case noire h8 · Pion noir sur case noire a7 · Fou noir sur case blanche b7 · Pion noir sur case noire c7 · Dame noire sur case noire e7 · Pion noir sur case blanche f7 · Pion noir sur case noire b6 · Pion noir sur case blanche e6 · Cavalier noir sur case noire f6 · Cavalier noir sur case blanche g6 · Dame blanche sur case noire g5 · Pion blanc sur case noire d4 · Pion noir sur case blanche e4 · Pion blanc sur case noire a3 · Pion blanc sur case noire c3 · Pion blanc sur case blanche f3 · Cavalier blanc sur case noire g3 · Pion blanc sur case blanche c2 · Fou blanc sur case noire d2 · Fou blanc sur case blanche e2 · Pion blanc sur case blanche g2 · Pion blanc sur case noire h2 · Tour blanche sur case noire a1 · Tour blanche sur case blanche f1 · Roi blanc sur case noire g1 | Roi noir sur case blanche c8 · Tour noire sur case blanche g8 · Tour noire sur case noire h8 · Pion noir sur case noire a7 · Fou noir sur case blanche b7 · Pion noir sur case noire c7 · Dame noire sur case noire e7 · Pion noir sur case blanche f7 · Pion noir sur case noire b6 · Pion noir sur case blanche e6 · Cavalier noir sur case noire f6 · Cavalier noir sur case blanche g6 · Dame blanche sur case noire g5 · Pion blanc sur case noire d4 · Pion noir sur case blanche e4 · Pion blanc sur case noire a3 · Pion blanc sur case noire c3 · Pion blanc sur case blanche f3 · Cavalier blanc sur case noire g3 · Pion blanc sur case blanche c2 · Fou blanc sur case noire d2 · Fou blanc sur case blanche e2 · Pion blanc sur case blanche g2 · Pion blanc sur case noire h2 · Tour blanche sur case noire a1 · Tour blanche sur case blanche f1 · Roi blanc sur case noire g1 | Roi noir sur case blanche c8 · Tour noire sur case blanche g8 · Tour noire sur case noire h8 · Pion noir sur case noire a7 · Fou noir sur case blanche b7 · Pion noir sur case noire c7 · Dame noire sur case noire e7 · Pion noir sur case blanche f7 · Pion noir sur case noire b6 · Pion noir sur case blanche e6 · Cavalier noir sur case noire f6 · Cavalier noir sur case blanche g6 · Dame blanche sur case noire g5 · Pion blanc sur case noire d4 · Pion noir sur case blanche e4 · Pion blanc sur case noire a3 · Pion blanc sur case noire c3 · Pion blanc sur case blanche f3 · Cavalier blanc sur case noire g3 · Pion blanc sur case blanche c2 · Fou blanc sur case noire d2 · Fou blanc sur case blanche e2 · Pion blanc sur case blanche g2 · Pion blanc sur case noire h2 · Tour blanche sur case noire a1 · Tour blanche sur case blanche f1 · Roi blanc sur case noire g1 | Roi noir sur case blanche c8 · Tour noire sur case blanche g8 · Tour noire sur case noire h8 · Pion noir sur case noire a7 · Fou noir sur case blanche b7 · Pion noir sur case noire c7 · Dame noire sur case noire e7 · Pion noir sur case blanche f7 · Pion noir sur case noire b6 · Pion noir sur case blanche e6 · Cavalier noir sur case noire f6 · Cavalier noir sur case blanche g6 · Dame blanche sur case noire g5 · Pion blanc sur case noire d4 · Pion noir sur case blanche e4 · Pion blanc sur case noire a3 · Pion blanc sur case noire c3 · Pion blanc sur case blanche f3 · Cavalier blanc sur case noire g3 · Pion blanc sur case blanche c2 · Fou blanc sur case noire d2 · Fou blanc sur case blanche e2 · Pion blanc sur case blanche g2 · Pion blanc sur case noire h2 · Tour blanche sur case noire a1 · Tour blanche sur case blanche f1 · Roi blanc sur case noire g1 | Roi noir sur case blanche c8 · Tour noire sur case blanche g8 · Tour noire sur case noire h8 · Pion noir sur case noire a7 · Fou noir sur case blanche b7 · Pion noir sur case noire c7 · Dame noire sur case noire e7 · Pion noir sur case blanche f7 · Pion noir sur case noire b6 · Pion noir sur case blanche e6 · Cavalier noir sur case noire f6 · Cavalier noir sur case blanche g6 · Dame blanche sur case noire g5 · Pion blanc sur case noire d4 · Pion noir sur case blanche e4 · Pion blanc sur case noire a3 · Pion blanc sur case noire c3 · Pion blanc sur case blanche f3 · Cavalier blanc sur case noire g3 · Pion blanc sur case blanche c2 · Fou blanc sur case noire d2 · Fou blanc sur case blanche e2 · Pion blanc sur case blanche g2 · Pion blanc sur case noire h2 · Tour blanche sur case noire a1 · Tour blanche sur case blanche f1 · Roi blanc sur case noire g1 | Roi noir sur case blanche c8 · Tour noire sur case blanche g8 · Tour noire sur case noire h8 · Pion noir sur case noire a7 · Fou noir sur case blanche b7 · Pion noir sur case noire c7 · Dame noire sur case noire e7 · Pion noir sur case blanche f7 · Pion noir sur case noire b6 · Pion noir sur case blanche e6 · Cavalier noir sur case noire f6 · Cavalier noir sur case blanche g6 · Dame blanche sur case noire g5 · Pion blanc sur case noire d4 · Pion noir sur case blanche e4 · Pion blanc sur case noire a3 · Pion blanc sur case noire c3 · Pion blanc sur case blanche f3 · Cavalier blanc sur case noire g3 · Pion blanc sur case blanche c2 · Fou blanc sur case noire d2 · Fou blanc sur case blanche e2 · Pion blanc sur case blanche g2 · Pion blanc sur case noire h2 · Tour blanche sur case noire a1 · Tour blanche sur case blanche f1 · Roi blanc sur case noire g1 | 2 |
| 1 | Roi noir sur case blanche c8 · Tour noire sur case blanche g8 · Tour noire sur case noire h8 · Pion noir sur case noire a7 · Fou noir sur case blanche b7 · Pion noir sur case noire c7 · Dame noire sur case noire e7 · Pion noir sur case blanche f7 · Pion noir sur case noire b6 · Pion noir sur case blanche e6 · Cavalier noir sur case noire f6 · Cavalier noir sur case blanche g6 · Dame blanche sur case noire g5 · Pion blanc sur case noire d4 · Pion noir sur case blanche e4 · Pion blanc sur case noire a3 · Pion blanc sur case noire c3 · Pion blanc sur case blanche f3 · Cavalier blanc sur case noire g3 · Pion blanc sur case blanche c2 · Fou blanc sur case noire d2 · Fou blanc sur case blanche e2 · Pion blanc sur case blanche g2 · Pion blanc sur case noire h2 · Tour blanche sur case noire a1 · Tour blanche sur case blanche f1 · Roi blanc sur case noire g1 | Roi noir sur case blanche c8 · Tour noire sur case blanche g8 · Tour noire sur case noire h8 · Pion noir sur case noire a7 · Fou noir sur case blanche b7 · Pion noir sur case noire c7 · Dame noire sur case noire e7 · Pion noir sur case blanche f7 · Pion noir sur case noire b6 · Pion noir sur case blanche e6 · Cavalier noir sur case noire f6 · Cavalier noir sur case blanche g6 · Dame blanche sur case noire g5 · Pion blanc sur case noire d4 · Pion noir sur case blanche e4 · Pion blanc sur case noire a3 · Pion blanc sur case noire c3 · Pion blanc sur case blanche f3 · Cavalier blanc sur case noire g3 · Pion blanc sur case blanche c2 · Fou blanc sur case noire d2 · Fou blanc sur case blanche e2 · Pion blanc sur case blanche g2 · Pion blanc sur case noire h2 · Tour blanche sur case noire a1 · Tour blanche sur case blanche f1 · Roi blanc sur case noire g1 | Roi noir sur case blanche c8 · Tour noire sur case blanche g8 · Tour noire sur case noire h8 · Pion noir sur case noire a7 · Fou noir sur case blanche b7 · Pion noir sur case noire c7 · Dame noire sur case noire e7 · Pion noir sur case blanche f7 · Pion noir sur case noire b6 · Pion noir sur case blanche e6 · Cavalier noir sur case noire f6 · Cavalier noir sur case blanche g6 · Dame blanche sur case noire g5 · Pion blanc sur case noire d4 · Pion noir sur case blanche e4 · Pion blanc sur case noire a3 · Pion blanc sur case noire c3 · Pion blanc sur case blanche f3 · Cavalier blanc sur case noire g3 · Pion blanc sur case blanche c2 · Fou blanc sur case noire d2 · Fou blanc sur case blanche e2 · Pion blanc sur case blanche g2 · Pion blanc sur case noire h2 · Tour blanche sur case noire a1 · Tour blanche sur case blanche f1 · Roi blanc sur case noire g1 | Roi noir sur case blanche c8 · Tour noire sur case blanche g8 · Tour noire sur case noire h8 · Pion noir sur case noire a7 · Fou noir sur case blanche b7 · Pion noir sur case noire c7 · Dame noire sur case noire e7 · Pion noir sur case blanche f7 · Pion noir sur case noire b6 · Pion noir sur case blanche e6 · Cavalier noir sur case noire f6 · Cavalier noir sur case blanche g6 · Dame blanche sur case noire g5 · Pion blanc sur case noire d4 · Pion noir sur case blanche e4 · Pion blanc sur case noire a3 · Pion blanc sur case noire c3 · Pion blanc sur case blanche f3 · Cavalier blanc sur case noire g3 · Pion blanc sur case blanche c2 · Fou blanc sur case noire d2 · Fou blanc sur case blanche e2 · Pion blanc sur case blanche g2 · Pion blanc sur case noire h2 · Tour blanche sur case noire a1 · Tour blanche sur case blanche f1 · Roi blanc sur case noire g1 | Roi noir sur case blanche c8 · Tour noire sur case blanche g8 · Tour noire sur case noire h8 · Pion noir sur case noire a7 · Fou noir sur case blanche b7 · Pion noir sur case noire c7 · Dame noire sur case noire e7 · Pion noir sur case blanche f7 · Pion noir sur case noire b6 · Pion noir sur case blanche e6 · Cavalier noir sur case noire f6 · Cavalier noir sur case blanche g6 · Dame blanche sur case noire g5 · Pion blanc sur case noire d4 · Pion noir sur case blanche e4 · Pion blanc sur case noire a3 · Pion blanc sur case noire c3 · Pion blanc sur case blanche f3 · Cavalier blanc sur case noire g3 · Pion blanc sur case blanche c2 · Fou blanc sur case noire d2 · Fou blanc sur case blanche e2 · Pion blanc sur case blanche g2 · Pion blanc sur case noire h2 · Tour blanche sur case noire a1 · Tour blanche sur case blanche f1 · Roi blanc sur case noire g1 | Roi noir sur case blanche c8 · Tour noire sur case blanche g8 · Tour noire sur case noire h8 · Pion noir sur case noire a7 · Fou noir sur case blanche b7 · Pion noir sur case noire c7 · Dame noire sur case noire e7 · Pion noir sur case blanche f7 · Pion noir sur case noire b6 · Pion noir sur case blanche e6 · Cavalier noir sur case noire f6 · Cavalier noir sur case blanche g6 · Dame blanche sur case noire g5 · Pion blanc sur case noire d4 · Pion noir sur case blanche e4 · Pion blanc sur case noire a3 · Pion blanc sur case noire c3 · Pion blanc sur case blanche f3 · Cavalier blanc sur case noire g3 · Pion blanc sur case blanche c2 · Fou blanc sur case noire d2 · Fou blanc sur case blanche e2 · Pion blanc sur case blanche g2 · Pion blanc sur case noire h2 · Tour blanche sur case noire a1 · Tour blanche sur case blanche f1 · Roi blanc sur case noire g1 | Roi noir sur case blanche c8 · Tour noire sur case blanche g8 · Tour noire sur case noire h8 · Pion noir sur case noire a7 · Fou noir sur case blanche b7 · Pion noir sur case noire c7 · Dame noire sur case noire e7 · Pion noir sur case blanche f7 · Pion noir sur case noire b6 · Pion noir sur case blanche e6 · Cavalier noir sur case noire f6 · Cavalier noir sur case blanche g6 · Dame blanche sur case noire g5 · Pion blanc sur case noire d4 · Pion noir sur case blanche e4 · Pion blanc sur case noire a3 · Pion blanc sur case noire c3 · Pion blanc sur case blanche f3 · Cavalier blanc sur case noire g3 · Pion blanc sur case blanche c2 · Fou blanc sur case noire d2 · Fou blanc sur case blanche e2 · Pion blanc sur case blanche g2 · Pion blanc sur case noire h2 · Tour blanche sur case noire a1 · Tour blanche sur case blanche f1 · Roi blanc sur case noire g1 | Roi noir sur case blanche c8 · Tour noire sur case blanche g8 · Tour noire sur case noire h8 · Pion noir sur case noire a7 · Fou noir sur case blanche b7 · Pion noir sur case noire c7 · Dame noire sur case noire e7 · Pion noir sur case blanche f7 · Pion noir sur case noire b6 · Pion noir sur case blanche e6 · Cavalier noir sur case noire f6 · Cavalier noir sur case blanche g6 · Dame blanche sur case noire g5 · Pion blanc sur case noire d4 · Pion noir sur case blanche e4 · Pion blanc sur case noire a3 · Pion blanc sur case noire c3 · Pion blanc sur case blanche f3 · Cavalier blanc sur case noire g3 · Pion blanc sur case blanche c2 · Fou blanc sur case noire d2 · Fou blanc sur case blanche e2 · Pion blanc sur case blanche g2 · Pion blanc sur case noire h2 · Tour blanche sur case noire a1 · Tour blanche sur case blanche f1 · Roi blanc sur case noire g1 | 1 |
|   | a | b | c | d | e | f | g | h |   |

1. e4 e6 2. d4 d5 3. Cc3 Bb4 4. a3 Fxc3 5. bxc3 dxe4 6. Dg4 Cf6 7. Dxg7 Tg8 8. Dxh6 Cbd7 9. Ce2 b6 10. Fg5 De7 11. Dh4 Fb7 12. Cg3 h6 13. Cd2 O-O-O 14. Fe2 Cf8 15. O-O Cg6 16. Dh6 Th8 17. Dg5 Tdg8 18. f3 (diagramme)
18... e3 ! 19. Fxe3 Cf8 20. Db5 Cd5 21. Rf2 a6 22. Dd3 Txh2 23. Th1 Dh4 24. Txh2 Dxh2 25. Cf1 Txg2+ 26. Re1 Dh4+ 27. Rd2 Ng6 28. Te1 Cgf4 29. Fxf4 Cxf4 30. De3 Tf2 0-1
Les Noirs ont plusieurs menaces : 31... Cxe2 (suivi de Txf1) ou 31... Cg2 ou 31... Fxf3.